# Batalla de Peiwar Kotal
La Batalla de Peiwar Kotal se luchó el 28 y 29 de noviembre de 1878, entre las fuerzas británicas bajo el liderazgo de Sir Frederick Roberts, y las fuerzas afganas bajo el mando de Karim Khan, durante el marco de operaciones de la segunda guerra anglo-afgana. Los británicos consiguieron la victoria, y se apoderaron del estratégico Paso Peiwar Kotal que conduce hacia Afganistán.

## Orden de batalla

### Regimientos británicos
- 10° Húsares
- 8° Regimiento del Rey
- 72° Highlanders

### Regimientos hindúes
- 12° Caballería Bengalí
- 5° Caballería del Punyab
- 21° Infantería Nativa Bengalí (Punyabís)
- 23° Infantería Nativa Bengalí (Pioneros de Punyab)
- 29° Infantería Nativa Bengalí (Punyabís)
- 2° Infantería Punyab, Ejército de Frontera de Punyab
- 5° Infantería Punyab, Ejército de Frontera de Punyab (Rifleros de Vaughan)
- 5° Rifleros de Gurkha
- 21° (Kohat) Batería de Montaña (Ejército de Frontera)
- 22° (Derajat) Batería de Montaña (Ejército de Frontera)

## Consecuencias
Tras la victoria, el capitán John Cook fue condecorado con la Cruz Victoria por su papel en la batalla. También fue condecorado, el Primer Batallón del 5° Regimiento Rifleros de Gurkha por su participación en batalla.